# Presbyterian University College

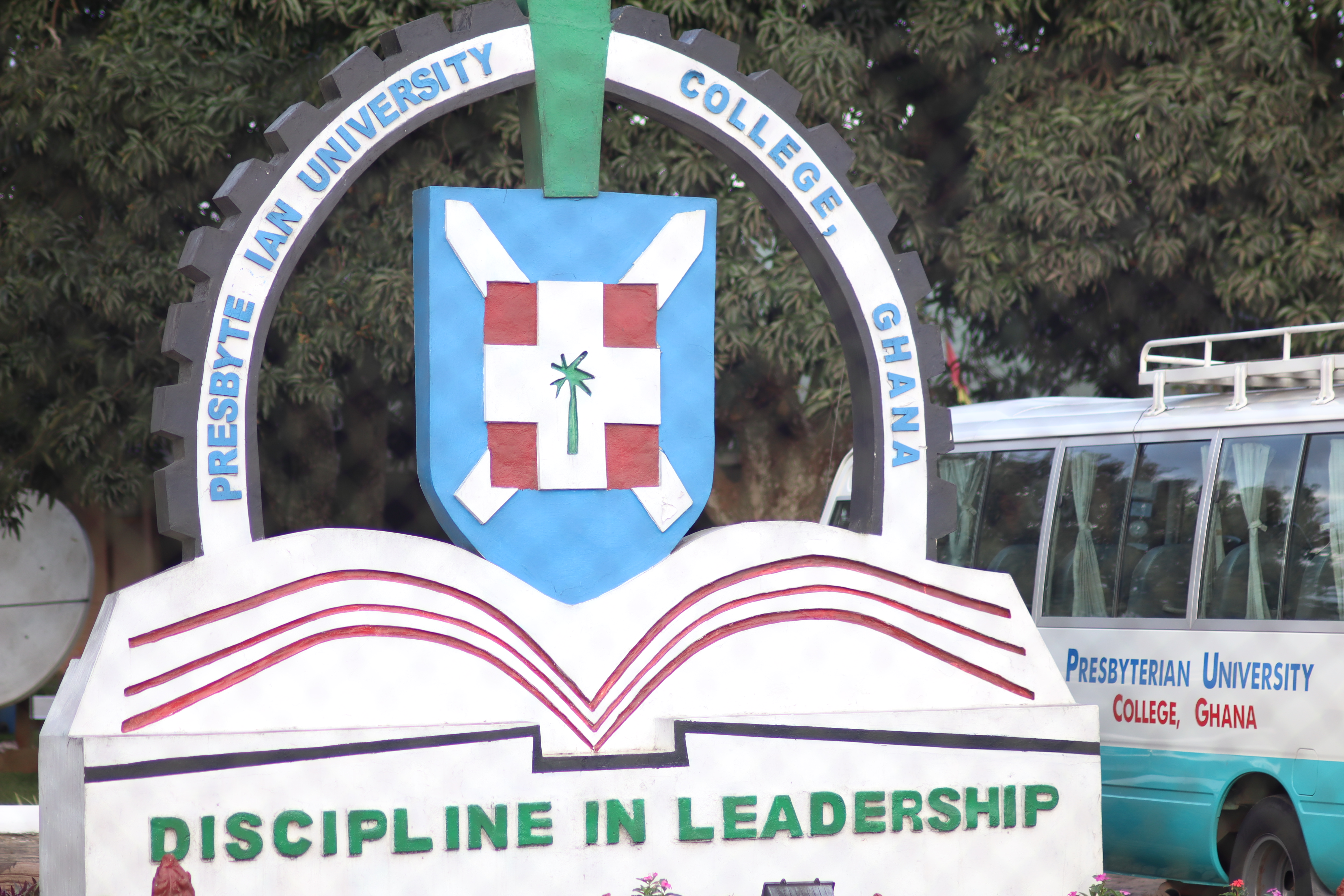
Presbyterian University College, Eingang (2018)

Die Presbyterian University College (dt. Presbyterianische Universität) (kurz: PUC) in Abetifi, Agogo und Akropong ist ein University College, das der Universität von Ghana angeschlossen ist. Als University College zugelassen wurde das PUC am 23. November 2003, der ghanaische Präsident John Agyekum Kufuor eröffnete die Hochschule am 27. März 2004. Die Ursprünge dieser Hochschule reichen in Abetifi bis ins Jahr 1869 zurück. Der Campus in Abetifi liegt auf einer Höhe von 630 Metern und gilt damit als höchster bewohnter Ort in Ghana.

## Geschichte
Im PUC sind verschiedene Vorgängerinstitutionen vereint, allesamt gegründet von der Basler Mission in Ghana, aus der die heutige Presbyterianische Kirche von Ghana hervorging. In Akropong bestand seit 1848 das Presbyterian Training College, die zweitälteste höhere Schule in Westafrika. In Abetifi war eine der ersten Stationen der  Bereits 1869 wurden Rev. F. A. Ramseyer und seine Frau durch Abetifi als Kriegsgefangene auf dem Weg nach Kumasi verbracht. Ramseyer kehrte nach seiner Freilassung nach Abetifi zurück und gründete die Missionsstation. Der heutige Campus liegt teilweise auf dem Gebiet auf dem Ramseyer sein Schulungszentrum errichtet hatte.

## Fakultäten
Die Universität besteht in Abetifi-Kwahu und Akropong-Akwapin in der Eastern Region sowie in Agogo in der Ashanti Region.

### Abetifi-Kwahu Campus
Auf den Abetifi-Kwahu Kampus, dem ältesten Teil der Universität sind vier Fakultäten untergebracht.
Die Fakultät für Betriebswirtschaftslehre bietet die Abteilungen Buchführung/Finanzen, Finanzen/Banken, Personalwesen, Management und Marketing.
Die Fakultät für Ingenieurwissenschaften vereinigt die Abteilungen für Ingenieurwesen, Ingenieurinformatik, Elektrik und Elektronik sowie Metallurgie und Materialien.
Die Fakultät für Informationstechnologie und Informatik besteht aus den Abteilungen Information/Kommunikationsdienste sowie Information/Kommunikationstechnologie.
In der Fakultät für Naturwissenschaften wurden bisher die Abteilungen für Chemie, Mathematik und Physik eröffnet.
Der Abetifi-Kwahu Campus der PUC ist in der Nähe von Abetifi gelegen. Der Campus liegt in den Okwawu-Mampong Hügeln auf einer Höhe von bis zu 630 Metern über dem Meeresspiegel und stellt damit den am höchsten gelegenen Bereich in Ghana dar. Abetifi liegt 180 km von Accra und 130 km von Kumasi entfernt. Abetifi liegt in der Nähe der Stadt Nkawkaw, die zwischen Accra und Kumasi gelegen ist.

### Agogo Campus
Auf Agogo Campus sind drei Fakultäten eingerichtet worden:
Die Fakultät für Landwirtschaft vereinigt die Abteilungen für Landwirtschaftökonomie, Landwirtschaftliche Produktionstechnologie, Gartenbau, Tierhaltung und Getreideanbau in sich.
Die Fakultät für Gesundheit und Medizin unterteilt sich in die Abteilungen Kindergesundheit, Allgemeine Gesundheit, Medizin, Pflege, Geburtshilfe und Gynäkologie, Pharmazie, Öffentliche Gesundheit und Chirurgie.
Die Fakultät für Naturwissenschaften beherbergt die Abteilungen Biologie, Chemie, Mathematik, Physik und Optometrie.

### Akropong Campus
Auf den Akropong Campus sind bisher drei Fakultäten eingerichtet worden:
Die Fakultät für Kunst und Kultur ist unterteilt in die Abteilungen Kulturwissenschaften, Design und Kunststudien, Industrielle Kunst, integrierte Städtische Kunst und Industrie sowie Malerei und Skulpturen.
Die Fakultät für Entwicklungsstudien vereinigt die Abteilungen Architektur, Gebäudetechnologie, Entwicklungsplanung, Umweltstudien, Personalentwicklung, Arbeitswissenschaften sowie Tourismus und Hotelmanagement in sich.
Die Fakultät für Ethik und Sozialwissenschaften ist in die Abteilungen Wirtschaft, Geographie, Landmanagement, Sprachen, Moderne Verwaltung sowie Religion und Missionarische Tätigkeiten unterteilt.